# 珠穆朗瑪南峰
珠穆朗瑪南峰（英語：South Summit of Mount Everest）是珠穆朗瑪峰的一個副峰。雖然它的海拔高度為 8749公尺，高過海拔 8611 公尺的世界第二高峰喬戈里峰，不過，由於它的相對高度只有11公尺（粗略地測量它與相鄰等高線的高度差），因此，雖然海拔高度是世界第二，但它並不被承認是獨立的「山」，而只是珠穆朗瑪峰的一個副峰。
珠穆朗瑪南峰的山頂是冰雪圆顶形峰，並經由Cornice Traverse與希拉里台階連接珠穆朗瑪主峰峰頂。1953年5月26日，1953年英國珠峰探險隊的 Charles Evans與Tom Bourdillon首次攀爬珠穆朗瑪南峰。 但是，這隊人馬並沒有成功抵達主峰。而同梯的第二隊人馬：艾德蒙·希拉里與丹增诺盖則成功成為世上第一組登上珠穆朗瑪峰的隊伍。南峰與主峰的距離約只有130公尺。
而在1965年印度珠峰遠征隊中的一名地質學家，在珠穆朗瑪南峰上約100英尺處發現有貝殼化石沉積的石灰岩層。這次登山隊總共有九人成功登頂。

1978年，登山家萊茵霍爾德·梅斯納爾 在形容他首次不倚靠氧氣瓶登上喜馬拉雅山的挑戰時，就以「著實是個重要的里程碑」描述他在珠穆朗瑪南峰的經驗。
在1996年珠穆朗瑪峰事故中，登山嚮導羅布‧霍爾與其他三名登山者，在從主峰下山途中，遇到意料之外的暴風雪而在此喪生。霍爾撐過了遇難的第一晚，並在第二天有聯絡到無線電，但在第二天（1996年5月11日）不幸凍死。而他的遺體仍然留在珠穆朗瑪南峰。

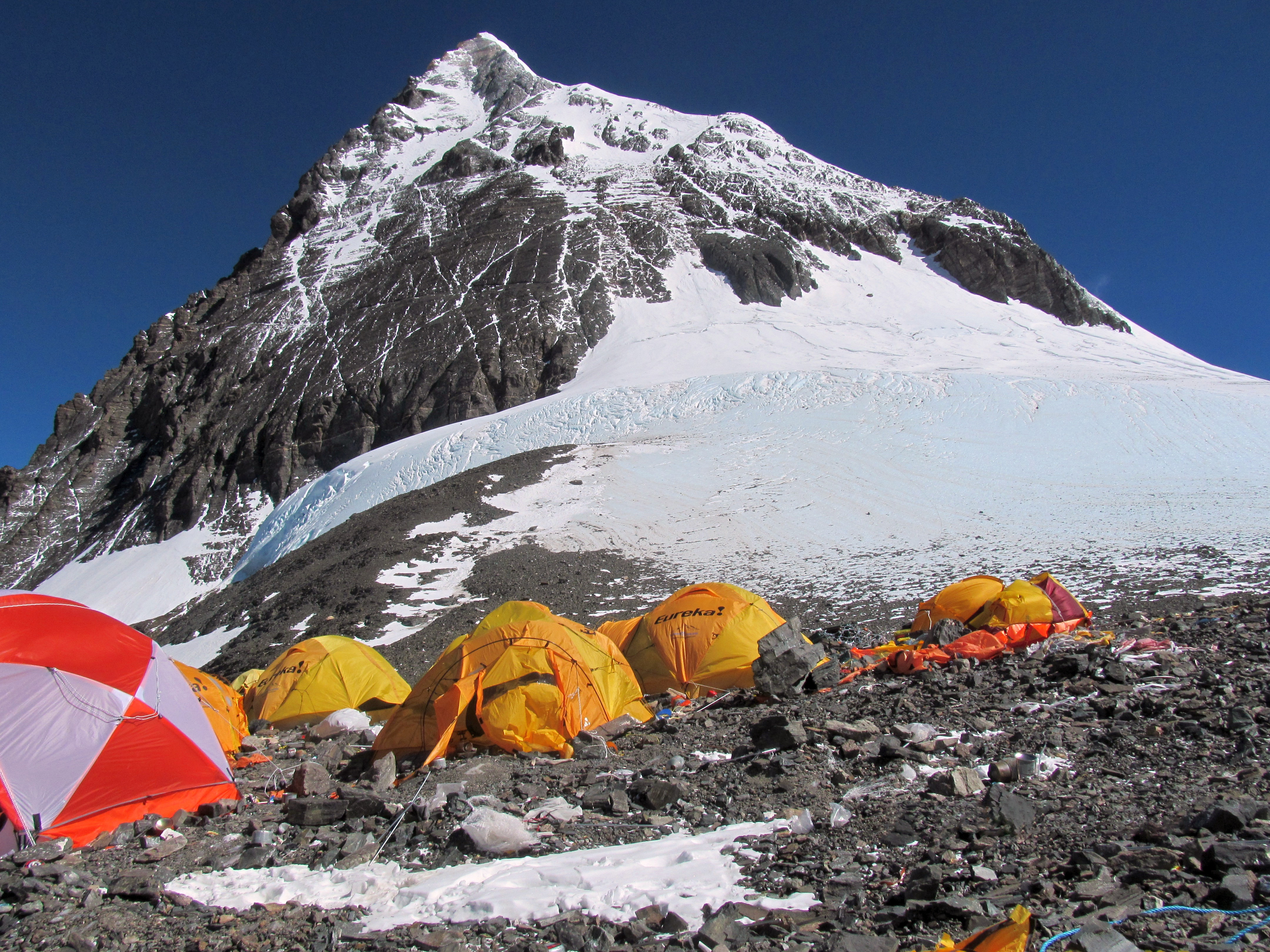
从南坳看，顶峰是珠穆朗瑪南峰

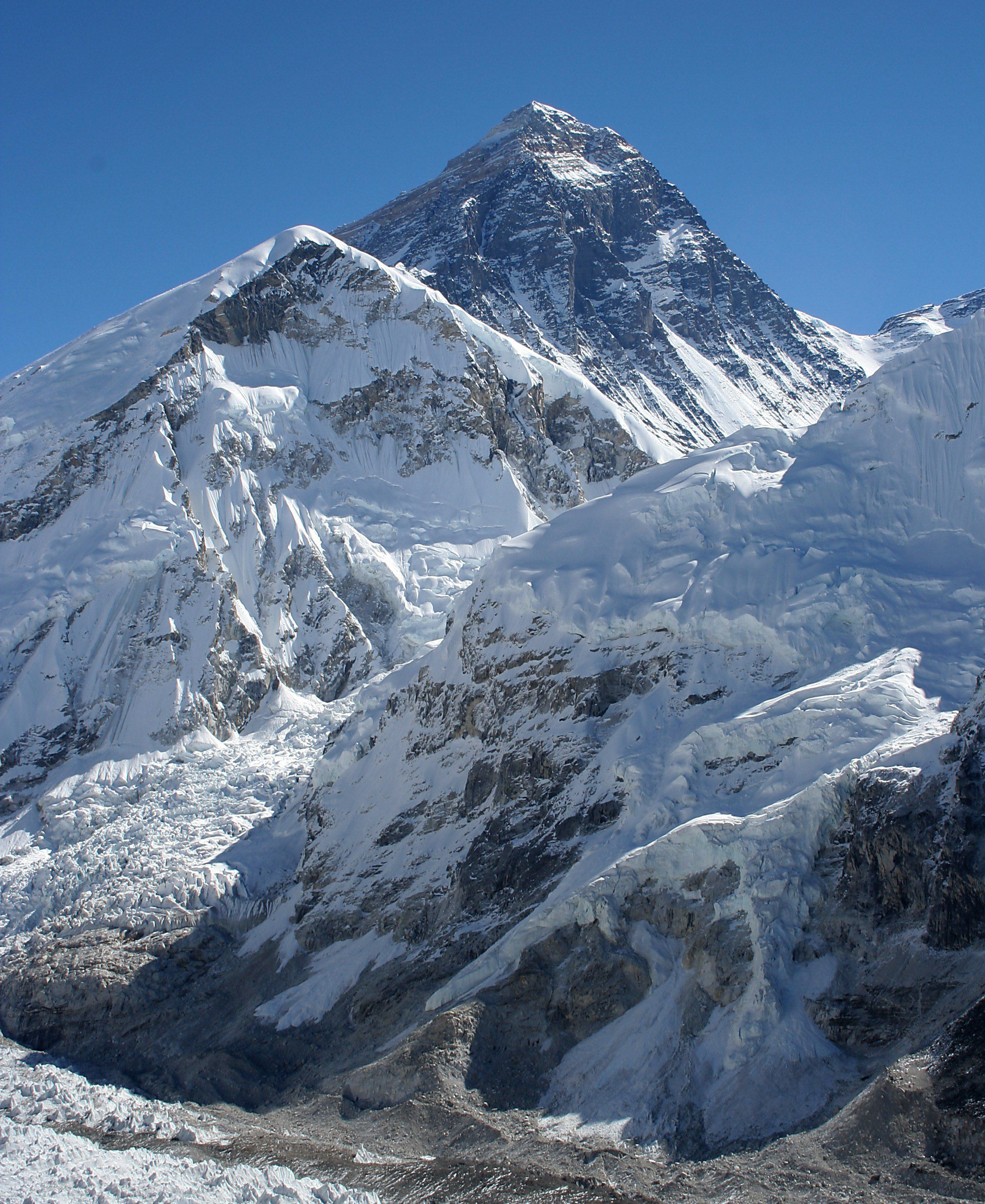
珠穆朗瑪南峰在图中珠穆朗玛峰的右侧，前者的高度略低于后者。南坳位于右侧阳光山脊的最低点。